# Gwiezdne wrota

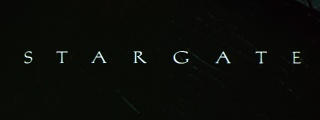

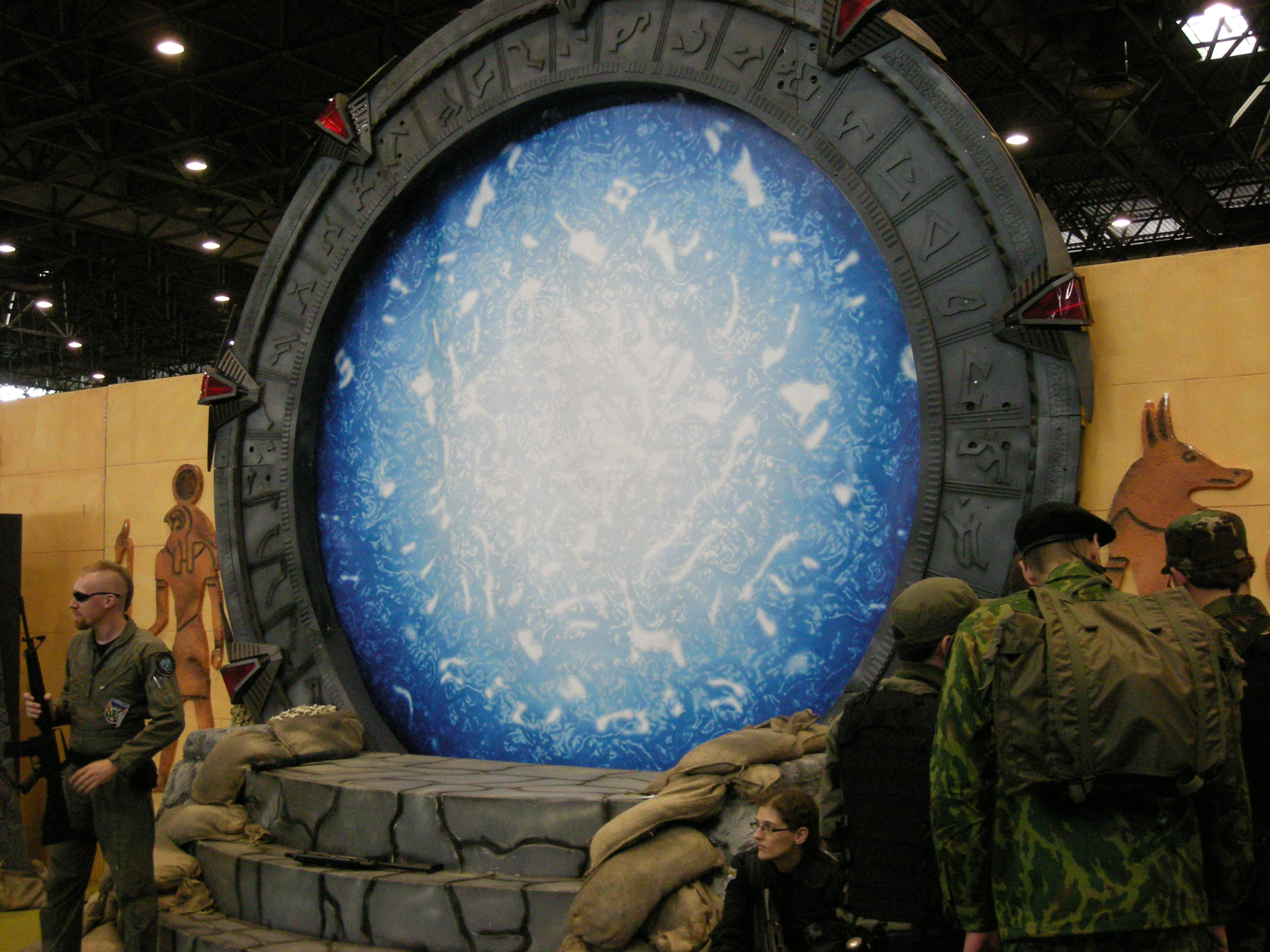

Gwiezdne wrota (ang. Stargate) – amerykańska franczyza medialna, której właścicielem jest wytwórnia filmowa MGM. Obejmuje ona trzy filmy pełnometrażowe (Gwiezdne wrota, Gwiezdne wrota: Arka Prawdy, Stargate: Continuum), trzy seriale telewizyjne (Gwiezdne wrota, Gwiezdne wrota: Atlantyda i Gwiezdne wrota: Wszechświat), serial animowany (Stargate: Infinity), a także liczne książki, komiksy i gry komputerowe.
Idea serialu opiera się na starożytnym urządzeniu obcych służącemu do natychmiastowego transportu na wielkie odległości (nawet do innych galaktyk). Gwiezdne wrota wykonane są z obcego minerału (naquadah) i przypominają kształtem pierścień. Gwiezdne wrota są ściśle tajnym programem wojskowym, prowadzonym przez Siły Powietrzne Stanów Zjednoczonych. Większość wątków rozgrywa się w czasach obecnych.

## Film

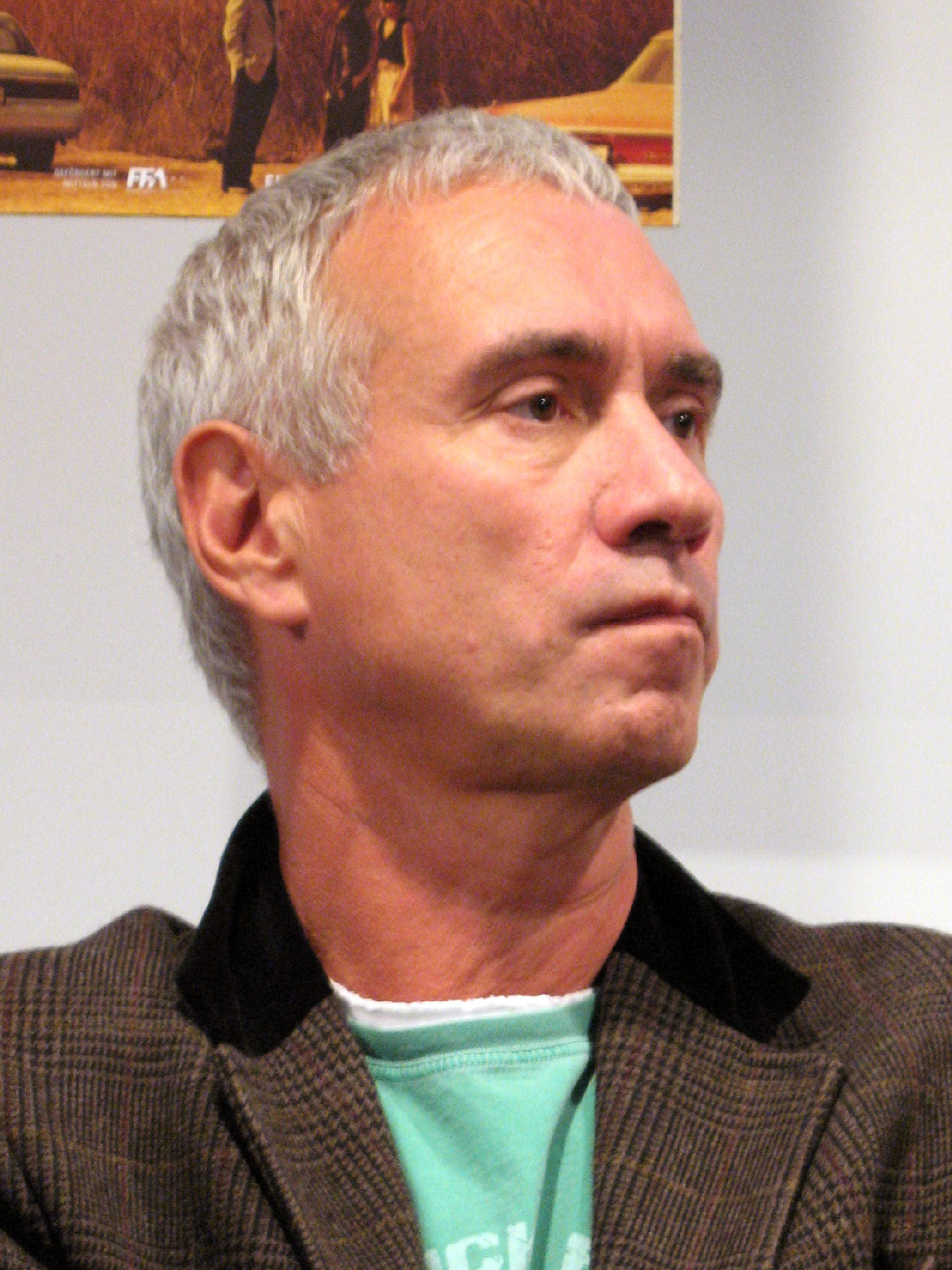
Roland Emmerich (reżyser filmu Gwiezdne Wrota) na konferencji prasowej w Berlinie

Film Gwiezdne wrota powstał w 1994 roku. Jego scenariusz napisał Dean Devlin, a reżyserią zajął się Roland Emmerich. Początkowo zakładano, że rozpocznie on trylogię filmów, jednak Emmerich zajął się reżyserią kolejnych filmów (Dzień Niepodległości, Godzilla) i pomysł zarzucono, a dzieło w postaci seriali telewizyjnych dokończyli inni. Nie spodobało się to Emmerichowi i Devlinowi, którzy zarzucili autorom Gwiezdnych wrót, iż odbiegli od pierwowzoru. Fani podzielili się: część uznaje film i odrzuca seriale, inni wręcz przeciwnie: zgadzają się z serialami.
Wyprodukowanie filmu kosztowało ok. 55 mln dolarów. Przychody uzyskane ze sprzedaży biletów wyniosły 196,6 mln dolarów, z czego 16,6 mln dolarów uzyskano w premierowy weekend. Wrażenia po obejrzeniu filmu były różne. Część krytyków była rozczarowana fabułą pełną akcji i efektów specjalnych oraz powolnym początkiem i słabym zakończeniem. Inni krytycy byli zachwyceni odejściem od standardowego podejścia do science fiction i ciekawą fabułą.
Emmerich i Devlin zostali pozwani do sądu o plagiat, ale sprawa zakończyła się polubownie.
Film zdobył Nagrodę Saturna za Najlepszy Film Science Fiction, a David Arnold Nagrodę Broadcast Music Incorporated za muzykę do filmu.
Jednym z bohaterów filmu jest Dr Daniel Jackson (James Spader), znakomity, choć roztargniony archeolog. Za swoje teorie o wcześniejszym czasie powstania egipskich piramid zostaje zdyskredytowany w środowisku historyków akademickich. Z pomocą przychodzi mu Catherine Langford (Viveca Lindfors), która zatrudnia dr Jacksona do rozszyfrowania symboli z kamiennej pokrywy artefaktu (Gwiezdnych wrót) odkrytym w Gizie w 1928 roku. Daniel odkrywa, że owe symbole nie są słowami do przetłumaczenia, lecz obrazkami reprezentującymi poszczególne gwiazdozbiory. Sześć z nich odpowiednio wybranych wyznaczy punkt docelowy. Siódmy symbol jest punktem wyjścia, potrzebnym do wyznaczenia kursu. W ten sposób Daniel Jackson odkrywa tajemnicę podróżowania przez wrota.
Pułkownik Sił Powietrznych USA Jack O’Neill (Kurt Russell) prowadzi wraz z doktorem Jacksonem ekspedycję na planetę Abydos. W filmie istnieje tylko dwoje Wrót, łączących Ziemię z Abydos. Celem misji jest sprawdzenie czy Ziemi grozi zagrożenie ze strony Abydos, a jeśli tak to zniszczenie Wrót na Abydos za pomocą bomby atomowej. W serialu Stargate SG-1 wyjaśniono jednak, że istnieje cała, galaktyczna sieć Wrót.
Na Abydos zespół wpada w konflikt z obcym, który tysiące lat temu przyleciał na Ziemię i przyjmując ludzką postać ogłosił się bogiem (egipskim Ra). Kontroluje on ogromne rzesze niewolników, którzy pracują w jego kopalniach. Zmusza ich do niewolniczej pracy, a strachem i terrorem wymusza posłuszeństwo. Niewolnicy są potomkami ludzi przetransportowanych ze starożytnego Egiptu na Abydos przez wrota, aby wydobywać w tutejszych kopalniach minerał naquadah, który jest podstawą technologii Ra. Ekipa O’Neilla zaprzyjaźnia się z mieszkańcami Abydos, a Daniel zakochuje się w Shau'ri, która najpierw zostaje jego żoną, jako wyraz szacunku tubylców. Ziemianie tłumaczą mieszkańcom Abydos oszustwo Ra i wzbudzają powstanie przeciwko niemu.
Gdy część zespołu wpada w ręce Ra, O’Neill decyduje się odpalić bombę. Jednak głowicę wcześniej ukradł Ra i wzbogacił ją o minerał, z którego zbudowane są wrota, zwiększając jej moc 100-krotnie, z zamiarem przesłania jej na Ziemię. O’Neill odzyskuje bombę, ale nie mogąc jej rozbroić, wpada z Danielem na pomysł przesłania jej na statek Ra, który odleciał z Abydos. Głowica wybucha zabijając Ra i niszcząc jego statek. Ludzie na Abydos zostali wyzwoleni.
Zespół O’Neilla wraca na Ziemię, ale Daniel Jackson postanawia zostać na Abydos, by żyć ze swoją żoną.

## Telewizja

### Gwiezdne wrota
Serial Gwiezdne wrota (ang. Stargate SG-1) miał swoją premierę na kanale Showtime 27 lipca 1997 roku, a po piątym sezonie przeniósł się na kanał Sci-Fi. W stworzonym przez Jonathana Glassnera i Brada Wrighta serialu główne role grali Richard Dean Anderson (jako Jack O’Neill), Michael Shanks (jako Daniel Jackson), Amanda Tapping (jako Samantha Carter), Christopher Judge (jako Teal’c) oraz Don S. Davis (jako gen. George Hammond).
W trakcie trwania serialu następuje jednak kilka zmian w obsadzie. Michael Shanks zostaje zastąpiony przez Corina Nemeca wcielającego się w postać Jonasa Quinna w szóstym sezonie; pod koniec sezonu 7. z głównej obsady odchodzi Don S. Davis, a jego stanowisko jako dowódcy SGC przejmuje Anderson. Odtwórca roli O’Neilla ostatecznie odchodzi z obsady wraz z końcem sezonu ósmego, a jego miejsce zajmuje Beau Bridges jako gen. Hank Landry. Ponadto do drużyny SG-1 w 9. sezonie dołącza Ben Browder jako podpułkownik Cameron Mitchell, a w sezonie 10., po gościnnych występach w 8. i 9. sezonie dołącza Claudia Black jako Vala Mal Doran.
Historia serialu zaczyna się rok po zakończeniu fabuły z filmu fabularnego. Siły Powietrzne Stanów Zjednoczonych zostają zaalarmowane, gdy przez Wrota do bazy dostają się obcy. By zapobiec ewentualnej inwazji z ich strony, USA decyduje się na utworzenie tajnej organizacji wojskowej, zwanej Dowództwo Gwiezdnych Wrót (org. SGC, Stargate Command). Serial opisuje przygody oddziału SG-1, jednej z wielu drużyn podlegających Dowództwu. Serial składa się z 214 odcinków i obejmuje kontynuację fabuły filmu (Goa’uld jako bogowie starożytnych cywilizacji), dodaje wątki kosmitów innych ras np. Asgard oraz dodaje wątek dotyczący przodków ludzkości - tzw. Pradawnych ("Starożytnych"), w tym kwestie telekinezy, telepatii, samouzdrawiania i Atlantydy.
Gwiezdne wrota zdobyły dużą popularność wśród programów telewizyjnych. Początkowo, w czasie produkcji sezonu 5. do 8. producenci serialu planowali jego zakończenie, jednakże w wyniku wysokiej oglądalności i pochlebnym recenzjom, podjęto decyzję o produkcji dalszych odcinków. Pozwoliło to na pobicie rekordu długości serialu science fiction wyprodukowanego w Stanach Zjednoczonych (zostawiając w tyle słynne Z Archiwum X). Księga Rekordów Guinnessa uznała Stargate SG-1 za najdłużej produkowany serial science fiction w 2006 roku. Wynik ten został jednak pobity, rekord należy obecnie do brytyjskiego serialu Doktor Who.
MGM wyłożył średnio 1,4 mln dolarów na jeden odcinek serii, którą uważa za jedno ze swych najważniejszych przedsięwzięć. Serial zdobył dwie nagrody Saturna w kategorii Najlepszy Serial w Telewizji Komercyjnej (za rok 2003 i 2004), a nominowany do nagrody w tej kategorii był nieprzerywanie w latach 1997-2007. Ponadto w 1998 roku Richard Dean Anderson otrzymał tę nagrodę w kategorii Najlepszy-aktor telewizyjny, a inni członkowie obsady doczekali się licznych nominacji w kategoriach Najlepszy drugoplanowy aktor telewizyjny i Najlepsza drugoplanowa aktorka telewizyjna.
21 sierpnia 2006 roku telewizja SciFi Universal ogłosiła, że postanowiła zakończyć serię i nie produkować sezonu 11. ze względu na niską oglądalność. Ta wiadomość nie spodobała się fanom, którzy zaczęli nawet tworzyć strony internetowe, by wyrazić swoje przywiązanie do serialu. Rzecznik serialu powiedział, że rozważano wszelkie możliwości, włącznie z cyfrowym nadawaniem. Producent wykonawczy Robert C. Cooper w jednym z wywiadów powiedział, że pracuje nad kontynuacją SG-1. Wkrótce po tym powstał trzeci serial Gwiezdne wrota: Wszechświat, którego premiera odbyła się 2 października 2009 (czyli jak zapowiadano, po ukazaniu się dwóch filmów o SG-1). Został on jednak anulowany po drugim sezonie.
W roku 2008 do sprzedaży trafiły dwa filmy wydane na płytach DVD będące zakończeniem serialu Stargate SG-1. Gwiezdne wrota: Arka Prawdy definitywnie kończy wątek Ori, natomiast w Stargate: Continuum zostają ostatecznie pokonani Goa’uldowie.

### Gwiezdne wrota: Atlantyda
Stargate Atlantis jest spin-offem serialu Gwiezdne wrota, którego miał być kontynuacją po emisji drugiego filmu pełnometrażowego. Początkowo film zaplanowany był na koniec sezonu 6 Gwiezdnych wrót, a gdy stworzono kolejną serię odcinków, to premierę przesunięto na koniec sezonu 7. Gdy jednak powstał i sezon 8, film pełnometrażowy przerobiono na dwuczęściowy odcinek „The Lost City” kończący sezon 7. Scenerię Stargate Atlantis przeniesiono do Galaktyki Pegaza, co pozwoliło na istnienie obu seriali w jednym uniwersum science fiction. Później akcje w obu serialach przecinały się do tego stopnia, że widzowie powinni oglądać oba naraz, by nie zgubić wątku. Serial produkują niemal ci sami ludzie co Gwiezdne wrota, a zdjęcia odbywają się w tych samych studiach.
Atlantis zadebiutowała 16 lipca 2004 roku na kanale SciFi. W głównych rolach wystąpili: Joe Flanigan (jako major John Sheppard) oraz Torri Higginson (jako doktor Elizabeth Weir) wspomagani przez Rainbowa Suna Francksa (jako porucznik Aiden Ford), Davida Hewletta (jako doktora Rodney Mckay) oraz Rachel Luttrell (jako Teyla Emmagan). Hewlett i Higginson grali już w serialu SG-1. W pierwszym sezonie Atlantis epizodycznie pojawiał się Paul McGillion (jako doktor Carson Beckett), by w drugim sezonie pozostać na stałe. Także w drugim sezonie zadebiutował Jason Momoa (jako Ronon Dex).
Fabuła opisuje przygody „Ekspedycji na Atlantydę”, która jest kombinacją wojska i cywilnych naukowców. Wyprawa udaje się do Galaktyki Pegaza w poszukiwaniu Zaginionego Miasta Atlantydy, pozostawionego przez potężną rasę Pradawnych. Odnalezienie miasta było głównym wątkiem sezonu 7 Gwiezdnych wrót, a Pradawni co chwila przewijali się w różnych okolicznościach. Przybywając do Miasta, wyprawa odkrywa, że Galaktyka Pegaza zamieszkana jest przez przerażające istoty zwane „Wraith”, które wysysają życie z ludzi. Teraz ekspedycja musi znaleźć sposób, by obronić przed nimi siebie i Ziemię.
Serial zdobył liczne nagrody za grę aktorów, efekty specjalne oraz reżyserię wliczając Platynową Nagrodę WorldFest dla Davida Winninga za jeden z odcinków sezonu 1. Atlantis odniosła podobny sukces co Gwiezdne wrota, co pokazują notowania Nielsena utrzymujące się na poziomie 1,9.
Emisja zakończono po piątym sezonie. Ostatni odcinek pt. „Enemy At the Gate” był setnym odcinkiem serialu.

### Gwiezdne wrota: Wszechświat
Gwiezdne wrota: Wszechświat to tytuł trzeciego serialu Gwiezdnych wrót, który miał premierę 2 października 2009 roku anulowany po drugim sezonie. Nie jest kolejnym spin-offem, lecz odrębnym dziełem. Akcja toczy się wokół wielkiego statku Pradawnych Destiny (Przeznaczenie), który jest starszy od Atlantydy o kilka milionów lat. Został on zaprogramowany do podróży przez wszechświat i eksplorowania planet gdzie przez automatyczne statki pozostawianio gwiezdne wrota. Jednakże projekt ten został porzucony przez Lanteanów, gdy zajęli się ascendencją. Ziemianie odkrywają ten statek gdy udaje im się uruchomić dziewiąty symbol na wrotach.

### Stargate Infinity
Stargate Infinity to animowany serial, przeznaczony dla dzieci w wieku 9-11 lat, który odbiega od kanonu Gwiezdnych wrót. Wyświetlany był w telewizji FOX od 14 września 2002 roku do czerwca 2003 roku. Nie był wyświetlany w polskiej telewizji.
Fabuła rozgrywa się około 30, 40 lat w przyszłości. Jest to historia młodych rekrutów prowadzonych przez weterana SGC. Są oskarżeni o zbrodnię, której nie popełnili. Podróżują od planety do planety w poszukiwaniu sposobu na oczyszczenie się z zarzutów.
Serial starał się przekazać moralne i edukacyjne treści, podsumowując każdy odcinek ważną lekcją dla młodych widzów. Jego celem było przekazanie wiedzy o tym jak ważna jest współpraca między ludźmi, oraz tolerancja i akceptacja różnic kulturowych.

## Książki
Istnieją trzy serie książek w świecie Gwiezdnych wrót oraz kilka komiksów.

### Na podstawie filmu
Serie książek na podstawie filmu zostały napisane przez Billa McCay i były publikowane od 1996 do 1999 roku. Były to sequele, które nie wliczają się w kanon Gwiezdnych wrót.
Oryginalne tytuły:
- Stargate: Rebellion
- Stargate: Retaliation
- Stargate: Retribution
- Stargate: Reconnaissance
- Stargate: Resistance

### Na podstawie serialu
Od 1999 roku kilka powieści zostało opublikowanych na podstawie serialu Gwiezdne wrota przez Ashley McConnell.
- Stargate SG-1 (nowelizacja pierwszego odcinka serialu)
- The Price You Pay
- The First Amendment
- The Morpheus Factor

Książki wydane przez Fandemonium
- Trial by Fire
- A Matter of Honor
- City of the Gods
- The Cost of Honor

### Komiksy
Istnieje seria komiksów na podstawie serialu Gwiezdne wrota, jak również na podstawie serialu Stargate Atlantis. Są one wydawane w USA od 2003 roku przez wydawnictwo Avatar Press.

### Magazyn
W 2004 roku odbyła się premiera magazynu o Gwiezdnych Wrotach wydawanego przez Titan Magazines. Każdy numer zawiera wywiady z załogą i obsadą serialu, umieszczane są relacje z planu zdjęciowego, zamieszczane najnowsze informacje i projekty ze świata Stargate. Na rok wydawanych jest sześć numerów.

## Inne produkty

### Gry komputerowe
- gra fabularna Gwiezdne wrota wyprodukowana przez Alderac Entertainment
- dwie gry wyprodukowane przez Acclaim Entertainment: platformówka na SNESa oraz tetrisopodobna gra na Game Boy
- gra Stargate SG-1: The Alliance – prace nad grą zostały anulowane
- Stargate Worlds – gra z gatunku MMORPG przygotowywana przez studio Cheyenne Mountain Entertainment. Z powodu kłopotów finansowych firmy, prace nad grą zostały przerwane[5][6]

### Gra planszowa
W roku 2003 została wydana przez firmę Fleet Games gra planszowa. Pozwala graczowi wcielić się w jedną z trzech nad ras (Goa’uld, Asgard, Tau’ri) sprawujących kontrole nad galaktyką. Istnieje możliwość wysyłania jednostek wojskowych, atakowania wrogich okrętów, zakładania baz, opanowywania kolejnych układów.

### Gry mobilne
Firma SkyZone Entertainment wypuściła grę akcji na komórkę. Gra zawiera cztery scenariusze o różnym stopniu trudności.